# Meyersdale, Pennsylvania
Meyersdale là một thị trấn thuộc quận Somerset, tiểu bang Pennsylvania, Hoa Kỳ. Năm 2010, dân số của thị trấn này là 2184 người.